# Variété lorentzienne
En géométrie différentielle, une variété lorentzienne est une variété différentielle M munie d'une métrique pseudo-riemannienne g de signature {\displaystyle (n,1)}. 
Autrement dit, g est une section globale {\displaystyle x\mapsto g_{x}} de {\displaystyle S^{2}E\rightarrow M},  telle que {\displaystyle g_{x}} soit une forme bilinéaire de signature {\displaystyle (n,1)}.
La géométrie lorentzienne est l'étude des variétés lorentziennes. Elle est au cœur de la relativité générale.